# François Lumumba
Pour les articles homonymes, voir Lumumba (homonymie).
François Lumumba, de son nom complet François Emery Tolenga Lumumba (né le 20 septembre 1951), est un homme politique congolais et chef du Mouvement national congolais.

## Biographie
Né en 1951, il est le fils aîné de Patrice Lumumba (1925-1961).
Avant son emprisonnement, son père s'est arrangé pour que son épouse légitime, Pauline Opanga Lumumba (1937-2014), et les enfants, dont quatre issus de cette union plus François Lumumba, puissent quitter le pays. Ils sont allés en Égypte où il a passé le reste de son enfance — étudiant au lycée français du Caire (lycée Bab El Louk) — avant d'aller en Roumanie poursuivre ses études. Il est revenu au Congo dans les années 1990, au début de la rébellion contre Mobutu, et a créé un petit mouvement politique lumumbiste (le MNC-Lumumba). Bien que son mouvement demeure peu puissant, il reste impliqué dans la politique congolaise et tente de défendre les idées de son père.
En 2006, il tentera de déposer sa candidature aux élections présidentielles mais il en sera découragé.

### Recherche de la vérité
Les circonstances du meurtre de son père n'ayant jamais été connu et le corps n'ayant jamais été retrouvé, François Lumumba lutte, avec sa famille, pour découvrir la vérité.
À la suite de la sortie du livre L'assassinat de Lumumba par Ludo De Witte en septembre 1999, une commission d'enquête parlementaire est constituée pour faire la lumière sur certaines pistes avancées par le livre : que les autorités belges de l'époque étaient impliquées dans la mort du premier « héros national » du pays, Patrice Lumumba. En novembre 2001, la famille porte plainte contre X pour qu'une enquête soit lancée. Au début de l'année 2002, le gouvernement belge reconnaît que « Certains membres du gouvernement d’alors et certains acteurs belges de l’époque portent une part irréfutable de responsabilité dans les événements qui ont conduit à la mort de Patrice Lumumba ».
En juin 2011, François Lumumba et sa famille portent plainte pour crimes de guerre contre une dizaine de militaires et fonctionnaires belges,,. En décembre 2012, l'affaire est renvoyée au juge d'instruction. Elle est depuis au point mort,.

### Famille
Issu d'un premier mariage, François Lumumba a trois demi-frères et deux demi-sœurs :
- Patrice Okende Lumumba (1952[2]-2014[1]) travaillait dans l’administration[12].
- Juliana Amato Lumumba (née en août 1955[2]) a été pendant quatre ans ministre de Kabila père et de Kabila fils, puis est devenue secrétaire générale de la Chambre de commerce de l’Union africaine au Caire en Égypte[12].
- Roland-Gilbert Okito Lumumba (né en 1958[2]) homme politique congolais, il a été député pendant une dizaine d’années[12].
- Marie-Christine Lumumba (1960-1960). Naît prématurément et très malade, le nouveau-né mourra très tôt[2].
- Guy Patrice Lumumba (né en avril 1961[2]) homme politique congolais.

Il a également un fils, Teddy Lumumba. Rappeur, il est connu sous le nom de Teddy L depuis 1995,.